# Попережай Андрій Анатолійович
Андрій Анатолійович Попережай (нар. 29 грудня 1975, Ворошиловград, УРСР) — радянський та український футболіст, воротар.

## Життєпис

### Ранні роки. Початок кар'єри
Футбольну кар'єру розпочав у стаханівському «Вагонобудівнику». В останньому розіграші Другої нижчої ліги зіграв 3 матчі. У першому розіграші Першої ліги дебютував 14 травня 1992 року в програному (1:4) виїзному поєдинку 16-о туру підгрупи 2 проти маріупольського «Азовця». Андрій вийшов на поле на 69-й хвилині, замінивши Анатолія Дегтярьова. У складі «Вагонобудівника» в чемпіонатах СРСР та України зіграв 7 матчів. Другу частину сезону 1992/93 років провів в аматорському клубі «Гірник» (Бранка). З 1994 по 1995 рік виступав в аматорському чемпіонату України в складі харківського «ВлаСКо» (14 матчів). У сезоні 1996/97 років перебував у заявці друголігового харківського клубу «Авангард-Металіст», проте в офіційних матчах за вище вказану команду не грав.

### «Зоря» (Луганськ)
У 1997 році перейшов у «Зорю». Дебютував за луганську команду 15 жовтня 1997 року в програному (1:2) виїзному поєдинку 1/32 фіналу кубку України проти харківського «Металіста». Попережай вийшов на поле в стартовому складі та відіграв увесь матч. У Першій лізі дебютував за луганців 17 листопада 1997 року в програному (0:3) домашньому поєдинку 22-о туру проти олександрійської «Поліграфтехніки». Андрій вийшов на поле в стартовому складі та відіграв увесь матч. У сезоні 1997/98 років зіграв 11 матчів у чемпіонаті та 2 поєдинки у кубку України, проте не зміг допомогти «Зорі» уникнути вильоту до Другої ліги. Наступний сезон розпочав у луганській команді, проте за першу команду майже не грав (1 матч у Другій лізі), тому під час зимової перерви в чемпіонаті залишив команду.

### Вояж до Казахстану
У 1999 році виїхав до Казахстану, де підписав контракт з представником Вищої ліги місцевого чемпіонату ФК «Синтез» (Чимкент), проте за першу команду не зіграв жодного офіційного матчу й по ходу сезону перейшов до іншого вищолігового клубу — «Кайсар». У команді провів два з половиною сезони, за цей час у Вищій лізі/Суперлізі зіграв 35 матчів, ще 5 поєдинків провів у кубку Казахстану. Також зіграв 1 поєдинок у кубку володарів кубків Азії.
У 2002 році виступав за уральський «Батис» у Першій лізі чемпіонату Казахстану. У вище вказаному турнірі зіграв 4 матчі, ще 3 поєдинки провів у кубку Казахстану.

### «Геліос» та «Гірник»
У 2003 році повернувся до України, де підсилив склад учасника аматорського чемпіонату України ФК «Геліос» (5 матчів). Напередодні старту сезону 2003/04 років «Геліос» заявився для участі в Другій лізі. У вище вказаному турнірі за «Геліос» дебютував 2 серпня 2003 року в нічийному (1:1) домашньому поєдинку 2-о туру групи В проти ровеньківського «Авангарду». Андрій вийшов на поле в стартовому складі та відіграв увесь матч. У футболці «сонячних» зіграв 4 матчі в Другій лізі. У другій частині сезону 2003/04 років провів 14 поєдинків за КЗЕСО в аматорському чемпіонаті України.
У 2005 році перейшов до «Гірника». Дебютував у футболці криворіжців 7 квітня 2005 року в переможному (4:1) виїзному поєдинку 14-о туру групи Б Другої ліги проти кіровоградської «Зірки». Попережай вийшов на поле в стартовому складі та відіграв увесь матч. У складі «Гірника» відіграв близько сезону, за цей час у Другій лізі зіграв 28 матчів та 1 поєдинок у кубку України.

### «Олком»
Під час зимової перерви сезону 2005/06 років опинився в «Олкомі». У футболці мелітопольського клубу дебютував 20 травня 2006 року в програному (0:3) виїзному поєдинку 24-го туру групи Б Другої ліги проти ПФК «Олександрія». Андрій вийшов на поле на 46-й хвилині, замінивши Ігора Чечоткіна. У команді відіграв близько 4-х сезонів, за цей час у Другій лізі зіграв 56 матчів, ще 2 матчі провів у кубку України.
У 2010 році виступав за «Колос» (Нікопольський район) у чемпіонаті Дніпропетровської області (27 поєдинків).

### Фінляндія
Потім виїхав до Фінляндії. Влітку 2012 року приєднався до третьолігового «Кемі», проте в складі команди не провів жодного офіційного поєдинку. У сезоні 2013 року виступав в оренді за ТП-47 з другого дивізіону фінського чемпіонату, де провів 10 поєдинків.